# Bellevue (Wisconsin)
Bellevue ist eine Gemeinde (mit dem Status „Village“) im Brown County im US-amerikanischen Bundesstaat Wisconsin. Das U.S. Census Bureau ermittelte bei der Volkszählung 2020 eine Einwohnerzahl von 15.935.
Bellevue ist Bestandteil der Metropolregion um die Stadt Green Bay. 

## Geografie
Bellevue liegt im Osten Wisconsins, unweit der Mündung des Fox River in die Green Bay, einen Teil des Michigansees. Die geografischen Koordinaten von Bellevue sind 44°26′39″ nördlicher Breite und 87°55′12″ westlicher Länge. Das Gemeindegebiet erstreckt sich über eine Fläche von 37,27 km². 
Benachbarte Orte von Bellevue sind Green Bay (an der nördlichen Ortsgrenze), New Franken (18,3 km nordöstlich), Denmark (17,5 km südöstlich), De Pere (an der südwestlichen Ortsgrenze) und Allouez (an der nordwestlichen Ortsgrenze).
Das Stadtzentrum von Green Bay liegt 8,5 km nordwestlich von Allouez. Die weiteren nächstgelegenen größeren Städte sind Milwaukee (177 km südlich), Chicago (321 km in der gleichen Richtung), Wisconsins Hauptstadt Madison (226 km südwestlich), Eau Claire (316 km westlich), die Twin Cities in Minnesota (462 km in der gleichen Richtung) und Duluth am Oberen See in Minnesota (538 km nordwestlich).

## Verkehr
Der Fox River ist durch Stauwerke und Schleusen für Binnenschiffe befahrbar, die zwischen dem Hafen von Green Bay über den Fox-Wisconsin Waterway das Stromgebiet des Mississippi erreichen können. 
Die Interstate 43 verläuft in Nord-Süd-Richtung durch Bellevue. Von dieser zweigt der vierspurig ausgebaute Wisconsin Highway 172 in westlicher Richtung ab. Der U.S. Highway 141 und der Wisconsin Highway 29 verlaufen in Nordwest-Südost-Richtung auf einem gemeinsamen Streckenabschnitt als Hauptstraße durch das Zentrum von Bellevue. Am südlichen Stadtrand verlässt der WI 29 die gemeinsame Strecke in östlicher Richtung. Alle weiteren Straßen sind untergeordnete Landstraßen, teils unbefestigte Fahrwege sowie innerstädtische Verbindungsstraßen.
Durch Bellevue verläuft eine Eisenbahnstrecke der heute zur Canadian National Railway gehörenden Wisconsin Central zum Hafen von Green Bay.
Mit dem Austin Straubel International Airport in Green Bay befindet sich 18 km westlich der nächste Flughafen. Die nächsten Großflughäfen sind der Milwaukee Mitchell International Airport in Milwaukee (190 km südlich), der O’Hare International Airport in Chicago (302 km in der gleichen Richtung) und der Minneapolis-Saint Paul International Airport (465 km westlich).

## Bevölkerung
Nach der Volkszählung im Jahr 2010 lebten in Bellevue 14.570 Menschen in 5876 Haushalten. Die Bevölkerungsdichte betrug 390,9 Einwohner pro Quadratkilometer. In den 5876 Haushalten lebten statistisch je 2,48 Personen. 
Ethnisch betrachtet setzte sich die Bevölkerung zusammen aus 87,5 Prozent Weißen, 1,0 Prozent Afroamerikanern, 0,9 Prozent amerikanischen Ureinwohnern, 3,9 Prozent Asiaten sowie 4,9 Prozent aus anderen ethnischen Gruppen; 1,9 Prozent stammten von zwei oder mehr Ethnien ab. Unabhängig von der ethnischen Zugehörigkeit waren 9,3 Prozent der Bevölkerung spanischer oder lateinamerikanischer Abstammung. 
25,8 Prozent der Bevölkerung waren unter 18 Jahre alt, 63,3 Prozent waren zwischen 18 und 64 und 10,9 Prozent waren 65 Jahre oder älter. 51,3 Prozent der Bevölkerung war weiblich.

Das mittlere jährliche Einkommen eines Haushalts lag bei 55.212 USD. Das Pro-Kopf-Einkommen betrug 27.751 USD. 8,7 Prozent der Einwohner lebten unterhalb der Armutsgrenze.